# 大山茂樹 (さぬき市長)
大山 茂樹（おおやま しげき、1950年〈昭和25年〉9月20日 - ）は、日本の政治家。香川県さぬき市長（5期）。

## 来歴
香川県さぬき市津田町（旧大川郡津田町）出身。1975年（昭和50年）3月、京都大学法学部卒業。同年4月、香川県庁に入庁。商工労働部次長、農政水産部長などを歴任。
2006年（平成18年）2月、香川県庁を退職。同年4月に行われたさぬき市長選挙に無投票で初当選した。5月12日、市長就任。
2010年（平成22年）、再選。2013年（平成25年）4月、香川県市長会会長に就任。2014年（平成26年）、無投票で3選。2018年（平成30年）、4選。
2022年（令和4年）、無投票で5選。

## 市政・人物
- 2020年（令和2年）12月3日、新型コロナウイルス対策の財源に充てるため、自身の2021年（令和3年）1月から2022年（令和4年）3月までの月額給与を10％減額する条例案を市議会定例会に提出した。副市長については5％、教育長については4％同期間減額する[8]。12月17日、同条例案は全会一致で可決された[9]。
- 自宅は高松市の栗林公園近くにあるマンション。同市のマンションからさぬき市役所までは、直線距離で約11キロ。鉄道だと約30分、車は約25分かかる。多いときで週の大半を高松市のマンションで暮らし、残りはさぬき市津田町の実家で過ごすと、2020年（令和2年）2月の新聞取材に対し答えた[10]。